# Tamara Cubas
Tamara Cubas (Montevideo, 9 de noviembre de 1972) es una coreógrafa, artista visual y gestora cultural uruguaya internacionalmente reconocida por su obra Trilogía Antropofágica.

## Trayectoria
Es Licenciada en Artes Plásticas y Visuales, egresada del Instituto Escuela Nacional de Bellas Artes de la Universidad de la República Oriental del Uruguay y máster en Arte y Tecnología en EMMA, Escuela de Artes de Utrech en Holanda. También ha estudiado danza contemporánea en la Escuela Contradanza en Montevideo.
Fue docente de sensibilidad corporal en la Facultad de Bellas Artes y la Facultad de Arquitectura de la UdelaR en Uruguay. Se desempeñó como jurado en diversos festivales y proyectos como Rumbos Itaú en San Paulo (Brasil) y en el Festival de Videodanza ARCIS (Chile). 
En artes escénicas, preparó actores para las obras de teatro Arturo Ui de la Comedia Nacional de Uruguay y Don Juan de Marianela Morena. Realizó la dirección del Festival Internacional de Artes Escénicas, Septiembre Escénico del Ministerio de Educación y Cultura (MEC). Fue becaria 2012-2014 del FECFA, Fondo de incentivo a la creación artística del MEC. Diseñó y fue la coordinadora general entre el 2006 y 2009 de PLATAFORMA, Programa de incentivo a la producción y la innovación artística del MEC.
En materia de danza, fue asesora de la Dirección Nacional de Cultura del MEC y del Teatro Solís de la Intendencia de Montevideo.
Participó activamente en colectivos de gestión cultural como Proyecto Casa Mario. Actualmente, se desempeña en la codirección de Perro Rabioso (colectivo de creación y gestión de proyectos culturales vinculados principalmente a las áreas de música, video, danza y performance ubicado en Montevideo) y en la dirección de Campo Abierto (centro de promoción del pensamiento creativo ubicado en Rivera).

### Producción artística
Su obra ha transitado diversas disciplinas entre las que se destacan las artes escénicas y las artes visuales en modalidades de acción, exposición e instalaciones colectivas e individuales. Un eje temático predominante a lo largo de su trayectoria autoral es la última dictadura cívico milita de Uruguay, período histórico por el que Cubas transitó su infancia y marcó su historia familiar.

#### Trilogía Antropofágica
La Antropofagia Cultural es un movimiento estético cultural iniciada en 1928 en Brasil. Ese año, se publicó en la Revista de Antropofagia de San Pablo, el Manifiesto Antropófago que Oswald de Andrade había producido en 1922 en el marco de la Semana de Arte Moderno en São Paulo (acontecimiento que dio nacimiento al Modernismo Brasilero). En esa instancia, intelectuales vanguardistas de Brasil instaban a realizar una reformulación de la identidad brasilera proponiendo una revalorización de principios estéticos, manifestaciones lingüísticas y expresiones culturales autóctonos. En ese sentido, la antropofagia cultural se transformó en una acción política y cultural por su dimensión de denuncia de la realidad social y su capacidad de resignificación de las expresiones culturales autóctonas como base de la construcción de nuevas identidades.
La Trilogía Antropofágica de Cubas está basada en estos principios culturales y estéticosː 
- Acto 1: Permanecer
- Acto 2: Resistir
- Acto 3: Avasallar

### Obras escénicas
- Multitud. México, 2011. Montevideo, 2013.[6] Bienal de Arte de La Habana, Cuba, 2015. Encuentro Internacional de Arte Escénico Contemporáneo.[7] México, 2016[8]
- Acto 1: Permanecer. Trilogía Antropofágica. Bahía, Brasil, 2016.
- Acto 2: Resistir. Trilogía Antropofágica. Bahía, Brasil, 2016.
- Acto 3: Avasallar. Trilogía Antropofágica. Lisboa, septiembre de 2017.[9][10][11]
- La Brisa (Coproducción con Teatro Línea de Sombra). México DF, 2017.
- Trilogía Antropofágica. Teatro Solis, Montevideo. Diciembre, 2017.[12][13][14] España, 2018.[15]
- ATP. Teatro Solis. Enero 2009

### Exposiciones e instalaciones
- Esculpir el silencio. Santiago a Mil. Santiago de Chile, enero de 2021.
- Formas de la ausencia. Casa del Tlalpan. Ciudad de México. 2015.
- El día más hermoso Archivado el 21 de noviembre de 2017 en Wayback Machine.. Museo Blanes. Montevideo, 2012.[16]
- Instalación Bordando desde el sur Archivado el 15 de junio de 2018 en Wayback Machine.. Formas de la ausencia (México, 2015).
- El lugar de lo dicho (exposición fotográfica colectiva) Museo de Artes Visuales. Montevideo, 2012.
- Primera Bienal de Arte de Montevideo (Montevideo, 2012).
- Espectros del Deseo. Subte Municipal. (Montevideo, 2012).
- Resistir. Galería SOA (Montevideo, 2012).

## Premios
- Beca de Creación Justino Zavala del Ministerio de Educación y Cultura del Uruguay 2012.
- EMMA Award in Image & Technology.